# Anne-Dominique Toussaint

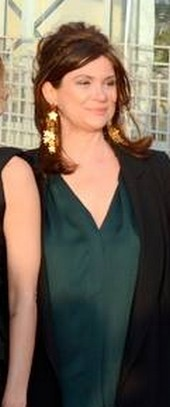
Anne-Dominique Toussaint

Anne-Dominique Toussaint (* 26. März 1959 in Brüssel) ist eine belgische Filmproduzentin.

## Leben
Anne-Dominique Toussaint wurde als Tochter des Journalisten Yvon Toussaint und der Buchhändlerin Monique Lanskoronskis geboren. Ihr älterer Bruder ist der Schriftsteller Jean-Philippe Toussaint. Seit 1970 lebt sie in Paris. Sie studierte zunächst Geschichte, kam dann aber mit der Filmwelt in Kontakt. Für zwei Jahre war sie Assistentin des Regisseurs Ariel Zeitoun. 1990 erschien ihr erster Film Monsieur, unter der Regie ihres Bruders Jean-Philippe.
Der Film Jungs bleiben Jungs wurde 2010 mit dem César für das Beste Erstlingswerk ausgezeichnet, der Film Rengaine 2013 nominiert.
Neben ihrer Tätigkeit als Filmproduzentin betreibt Toussaint in Paris die „Galerie Cinéma“.

## Filmografie (Auswahl)
- 1990: Monsieur
- 1996: Lucky Punch
- 1999: Drei Väter zuviel (Mon père, ma mère, mes frères et mes sœurs)
- 2000: Le Battement d’ailes du papillon
- 2001: Slogans (Parullat)
- 2002: Lampedusa (Respiro)
- 2007: Caramel (Sukkar banat)
- 2009: Die Eleganz der Madame Michel (Le Hérisson)
- 2009: Jungs bleiben Jungs (Les beaux gosses)
- 2010: Die Einsamkeit der Primzahlen (La solitudine dei numeri primi)
- 2011: Wer weiß, wohin? (Et maintenant, on va où?)
- 2012: 40 Brüder (Rengaine)
- 2013: Molière auf dem Fahrrad (Alceste à bicyclette)
- 2014: Jacky im Königreich der Frauen (Jacky au royaume des filles)
- 2016: Tour de France
- 2018: Ein Dorf zieht blank (Normandie nue)
- 2022: Verkehrte Welt (L’innocent)